# Nodebeek
Nodebeek (Frans: Nodebais, Waals: Nodebay; Nodebây) is een plaats en deelgemeente van de Belgische gemeente Bevekom. Nodebeek ligt in de provincie Waals-Brabant en was tot 1 januari 1977 een zelfstandige gemeente.

## Bezienswaardigheden
- Het Château d'Agbiermont werd gebouwd in 1853 in Vlaamse neorenaissancestijl. Het werd verwoest in 1945 en een grote villa kwam ervoor in de plaats. Deze is gelegen in een groot landschapspark.
- De Sint-Waltrudiskerk (Église Sainte-Waudru) is een neoclassicistisch bouwwerd van 1837.
- De Moulin Doyen is een bovenslagmolen op de Nodebais.
- De dikste plataan van België staat in Agbiermont, een gehucht van Nodebeek.[1]

## Natuur en landschap
Nodebais ligt aan de Nodebais die via de Néthen uitmondt op de Dijle. De hoogte aan de kerk bedraagt 71 meter. Naar het oosten toe neemt de hoogte toe tot 104 meter.

## Demografische ontwikkeling
- Bronnen:NIS, Opm:1831 tot en met 1970=volkstellingen, 1976= inwonersaantal op 31 december

## Nabijgelegen kernen
Hamme, Tourinnes-la-Grosse, Piétrebais, Gottechain, Bossut
Deelgemeenten: Bevekom · Deurne · Hamme-Mille · Nodebeek · Sluizen 

Overige dorpen en gehuchten: Hamme · La Bruyère · Les Burettes · Mille · Sclimpré

Belgische gemeenten · Arrondissement Nijvel · Waals-Brabant · Wallonië
1. ↑  Dikke bomen in België. Gearchiveerd op 18 februari 2022.